# Jürgen Fuhrmann (Physiker)
Jürgen Fuhrmann (* 18. Juli 1937 in Dortmund; † 21. Oktober 2005) war ein deutscher Physiker und Hochschullehrer.

## Leben
Fuhrmann studierte an der RWTH Aachen Physik und wurde 1958 im Aachener Corps Marcomannia Breslau aktiv. Als Dipl.-Physiker ging er 1966 mit seinem Doktorvater Günther Rehage an die Bergakademie und Technische Hochschule Clausthal. Dort wurde er 1967 zum Dr. rer. nat. promoviert. 1971 habilitierte er sich.
1974 übernahm er eine Professur für Physikalische Chemie an der 1970 gegründeten Technische Universität Kaiserslautern. 1986 folgte er dem Ruf der TU Clausthal auf den Lehrstuhl für Physikalische Chemie. Als ihr Rektor (1994–1996) engagierte er sich für neue Studiengänge (Energiesystemtechnik, Wirtschaftsmathematik und Kunststofftechnik). Er gründete das Informationstechnische Zentrum und das Polymerzentrum. Von 1988 bis 1997 war er Fachgutachter der Deutschen Forschungsgemeinschaft für die Physik und Chemie der Polymere. 2002 wurde er emeritiert.